# فرد هارفي
فرد هارفي هو سياسي كندي، ولد في 11 نوفمبر 1942. حزبياً، نشط في الجمعية الليبرالية لنيو برونزويك ‏. وقد انتخب عضو الجمعية التشريعية لنيو برونزويك ‏.